# Boulevard du bord de mer (Sébastopol)
Le boulevard du bord de mer (Приморский бульвар, Primorski boulevard) est une voie piétonnière de Sébastopol en Crimée sur le front de mer dans le raïon de Lénine au début de la perspective Nakhimov et en face du boulevard du Matelot (Matrosski). C'est l'un des lieux de promenade préférés des habitants de la ville avec ses monuments qui retracent l'histoire de Sébastopol.

## Histoire

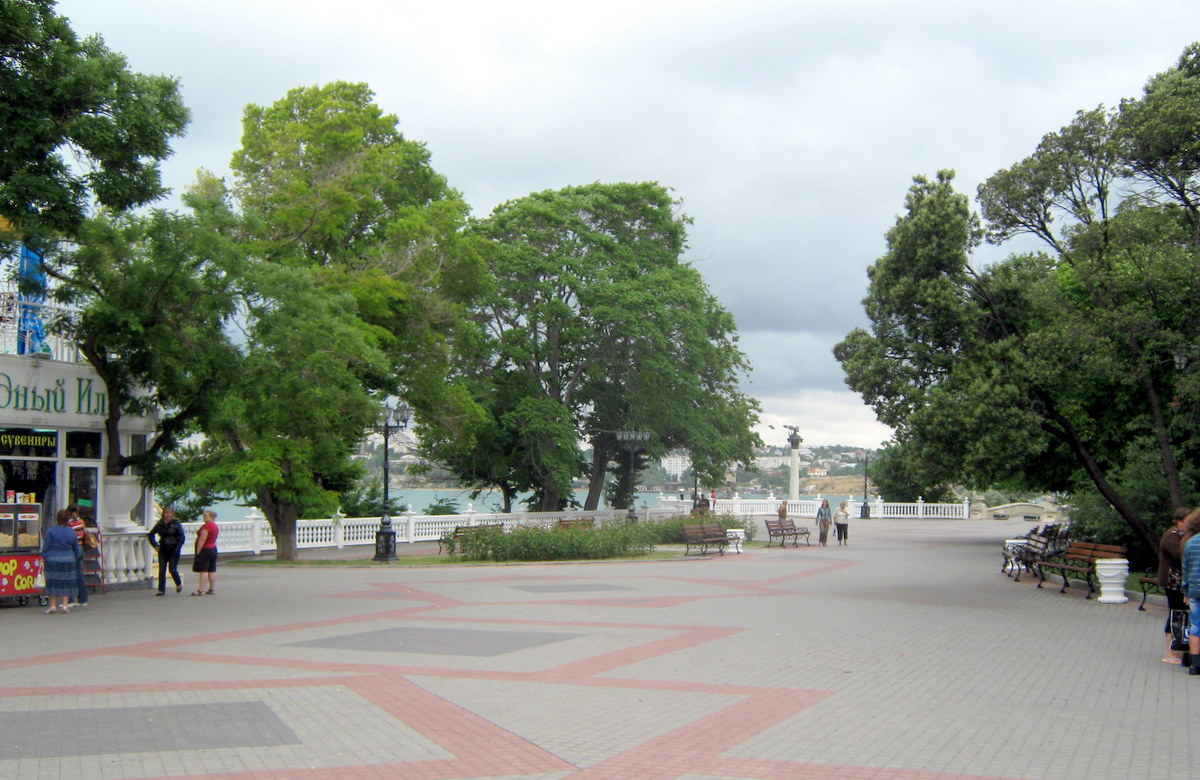
Le boulevard (juin 2011).

Sa construction a commencé en 1884 à l'emplacement d'une batterie côtière détruite par les Français pendant la Guerre de Crimée. On y plante des alignements d'arbres et d'arbustes pour former un espace de promenade donnant sur la mer Noire. Le yacht-club de Sébastopol est construit dans la partie Ouest; il comporte une salle de lecture et un restaurant.
L'endroit est appelé « boulevard du bord de mer » et aussi « jardin Erantsev » du nom de l'ancien maire Fiodor Erantsev qui prit une part active à son aménagement. L'endroit est appelé aussi familièrement le Primboul.
On y construit dans les années 1890 un théâtre où se produisent à différentes époques des personnalités telles que Fédor Chaliapine ou Vera Komissarjevskaïa, etc. En 1900, la troupe du théâtre d'art de Moscou en tournée en Crimée y joue La Mouette et Oncle Vania de Tchekhov que le public de Sébastopol accueille chaleureusement, ainsi que l'auteur, venu spécialement de sa villa de Yalta. Ce théâtre n'existe plus de nos jours. L'on construit à la même époque la station biologique marine avec un aquarium, la première de la sorte dans l'Empire russe, chargée d'étudier la faune et la flore marine.
Au début du XXe siècle, le boulevard est partagé en deux. La première partie est payante lorsque pendant les soirées estivales l'orchestre de la flotte joue: l'entrée est à dix kopecks.
Ensuite le boulevard est réaménagé et élargi. Il est agrandi en 1949 et l'on met des grilles de fonte et de nouvelles plantations. La nouvelle partie s'étend du palais des Pionniers (aujourd'hui théâtre de l'enfance et de la jeunesse), jusqu'au théâtre Lounatcharski.

## Monuments
Pour le cinquantenaire du siège de Sébastopol pendant la Guerre de Crimée, la municipalité fait ériger un monument aux navires coulés, en forme de colonne. L'endroit sur le quai du boulevard où le pont flottant commençait est indiqué. C'est le long de ce pont que les défenseurs de Sébastopol traversèrent vers le côté nord dans la nuit du 27 au 28 août 1855. Une plaque mémorielle est installée sur le mur de soutènement de la rambarde de granit du boulevard en 1955; elle indique en russe:
« Ici le 28 ХІ 1905 furent fusillés par les forces tsaristes les matelots révolutionnaires du croiseur Otchakov ». Plus tard elle est changée en fonte, flanquée d'ancres.
On inaugure pour le trente-cinquième anniversaire de la libération de Sébastopol des armées hitlériennes un mémorial dédié à la flotte de la mer Noire.

## Galerie

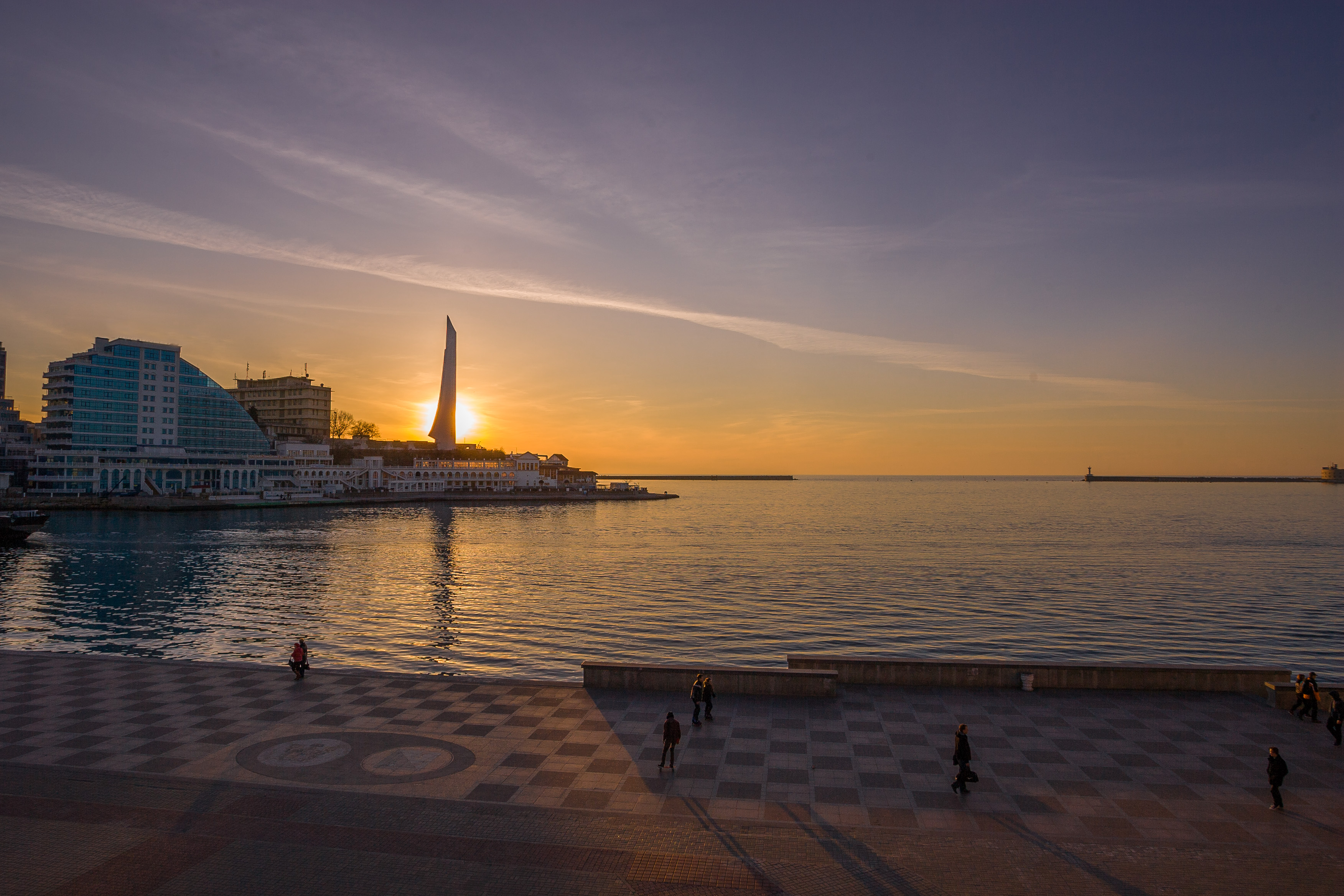
Le boulevard du bord de la mer, vue sur la mer
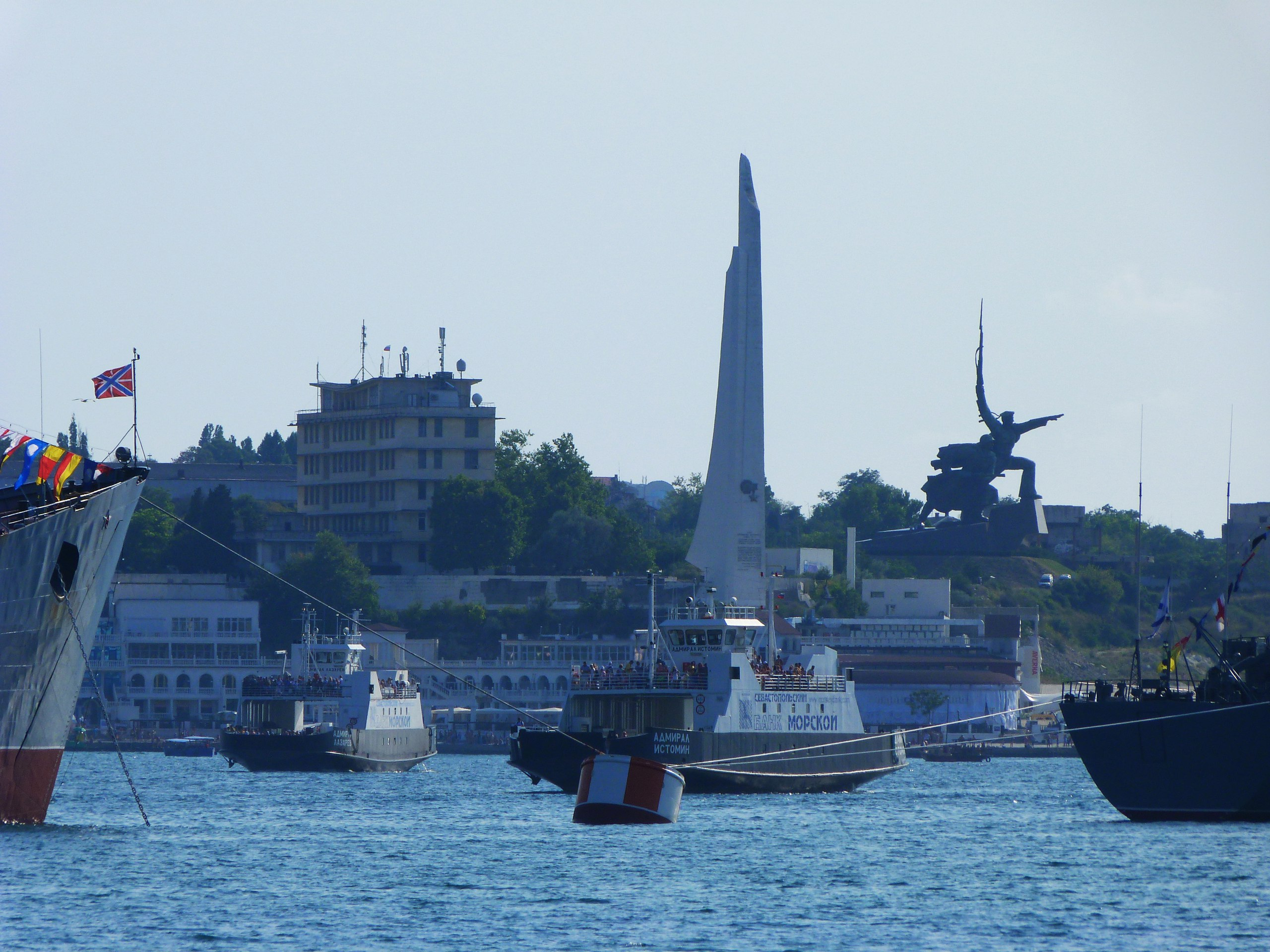
Vue du boulevard
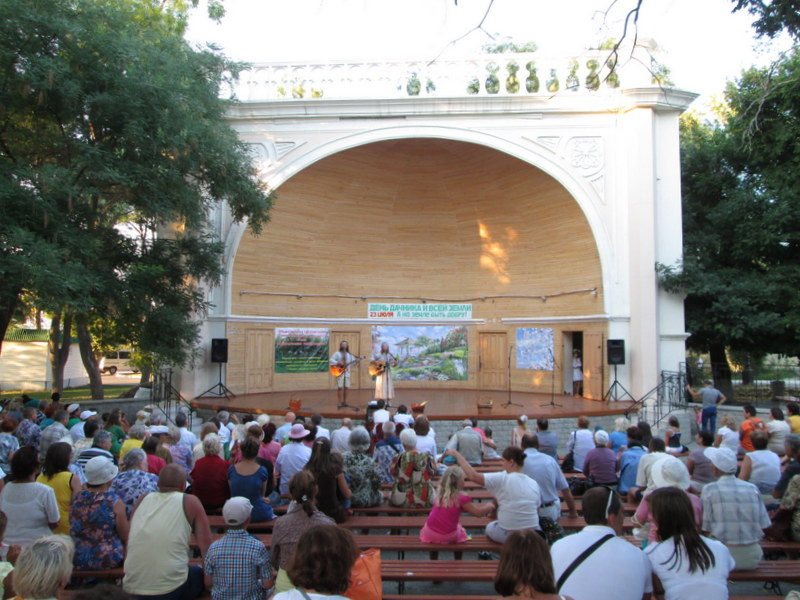
Estrade estivale
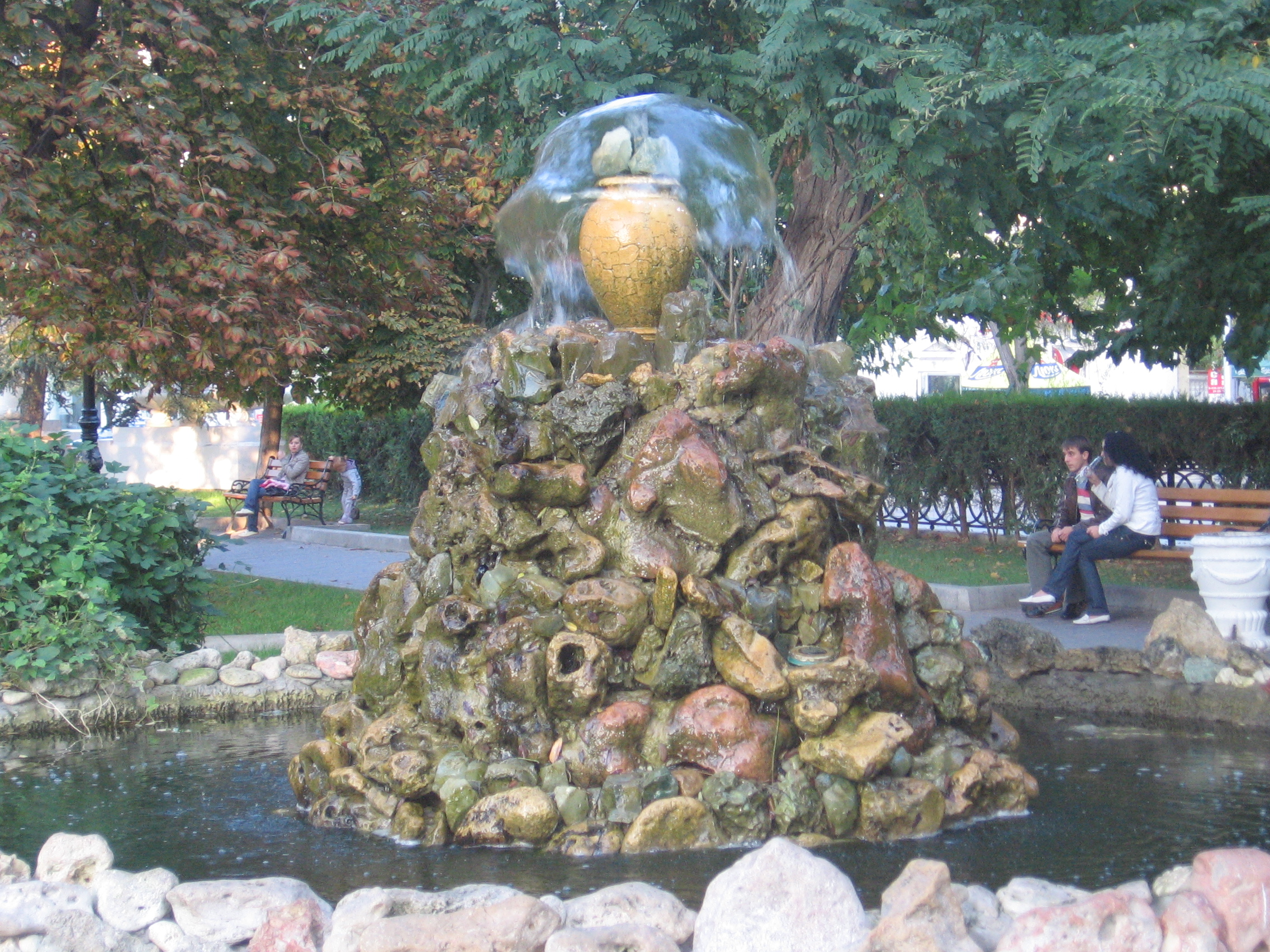
Fontaine sur le boulevard
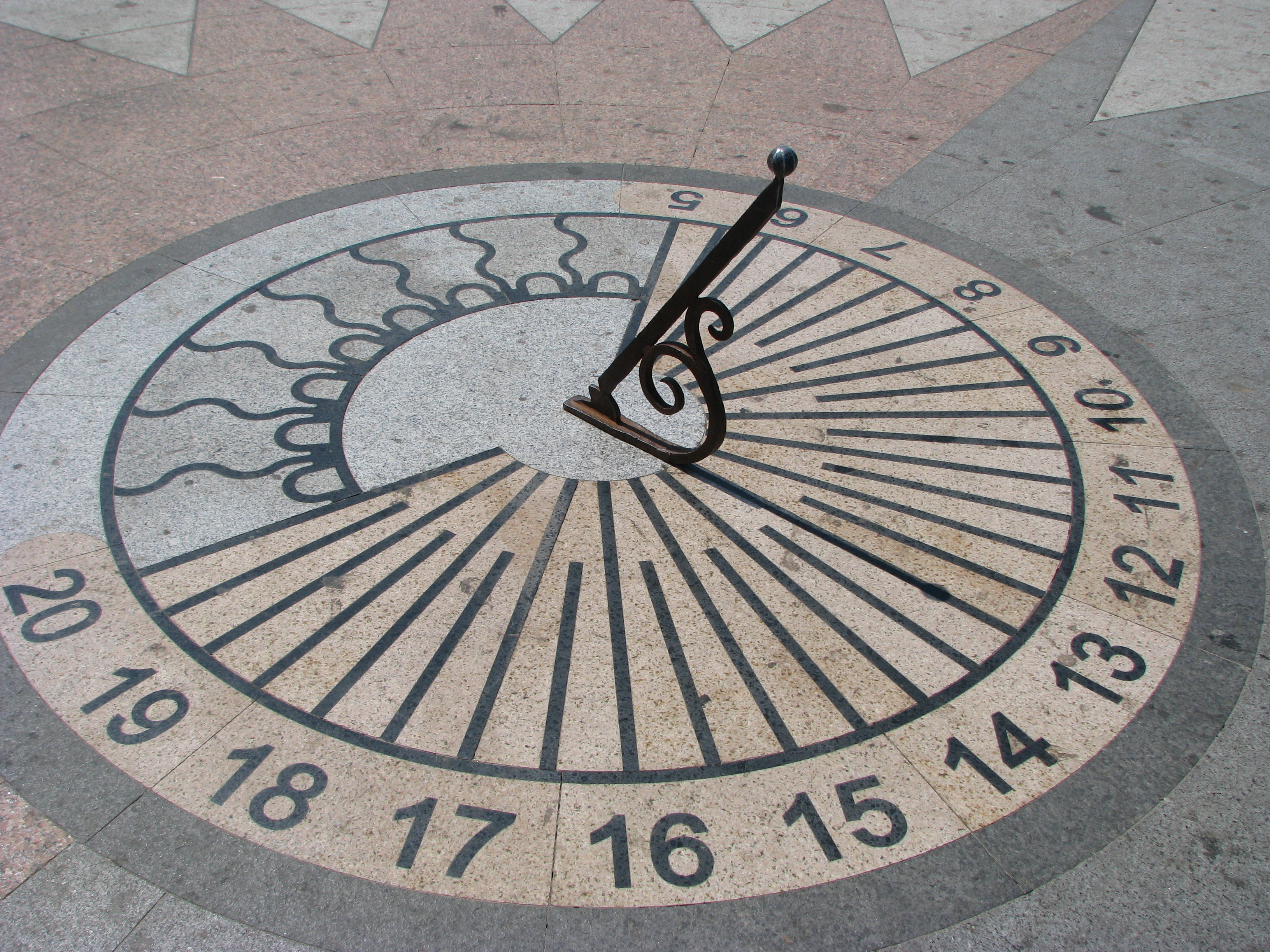
Cadran solaire